# Al-Ettifaq FC
Al-Ettifaq Football Club (arabisk: نادي الاتفاق لكرة القدم) er en saudiarabisk fodboldklub fra Dammam. Klubben spiller på nuværende tidspunkt i Saudi Pro League, den bedste række i Saudi-Arabien.